# Yazata

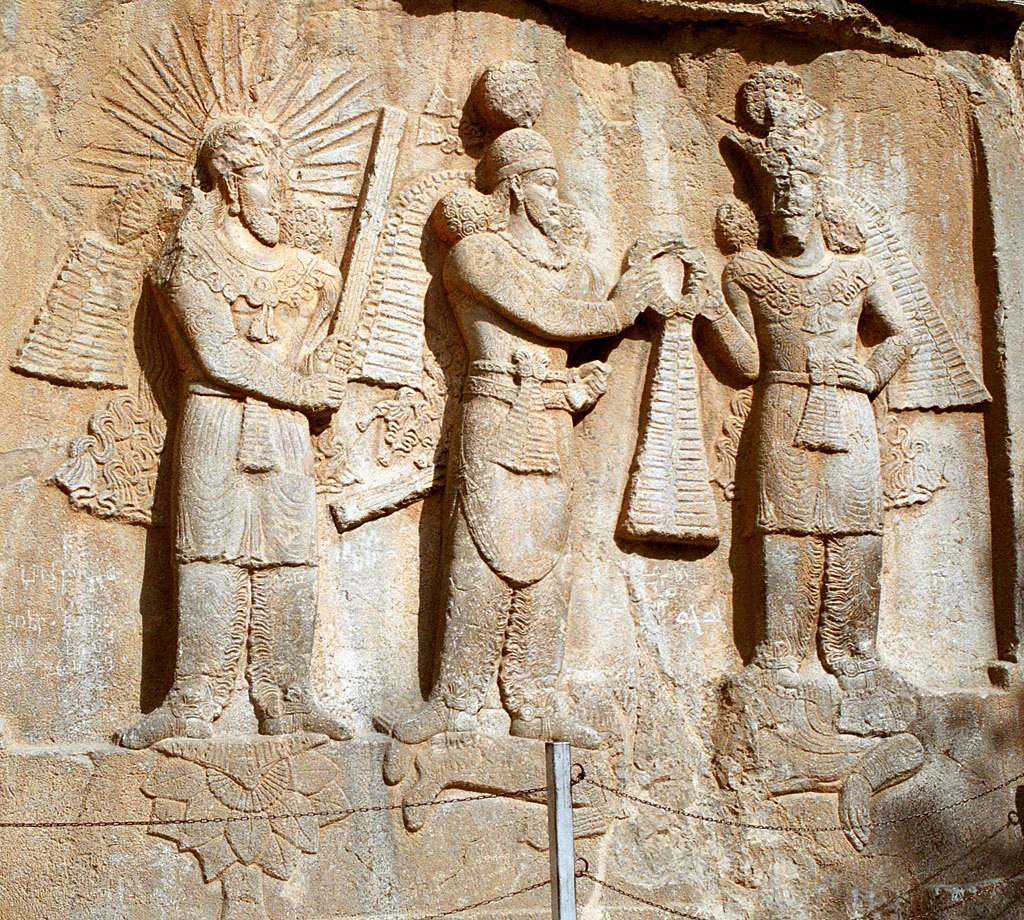
Relief zu Taq-e Bostan: Investitur Ardaschirs II. mit der Darstellung Mithras als einem der Yazata hinter und Ahura Mazdas vor dem sassanidischen Großkönig. Kermānschāh. Iran.

Yazata (avestisch für „Verehrungswürdige“ (Singular); vom Stamm yaz: „anbeten, preisen, Opfer darbringen“; mittelpersisch Yazd, Plural Yazdân, neupersisch Izad: „Gott/Gottheit“ sowie Yazdân: „Gott“) wird im jüngeren Avesta als Attribut oder Bezeichnung für das göttliche Gefolge von Mithra verwendet. In den mittelpersischen Texten erfuhr der Begriff eine markante Erweiterung.
Der Begriff Yazata taucht im jüngeren Avesta als Attribut oder Bezeichnung für göttliche Wesen auf. In den altavestischen Gesängen, den Gathas, ist Yazata nicht nachgewiesen außer im Yasna Haptanhaiti, wo die Bezeichnung als Attribut von Ahura Mazda  im Sinn von „verehrungswürdig“ oder „eines Opfers würdig“ beigegeben ist. Yazata bezeichnet in diesem Zusammenhang weder den Namen eines Gottes noch die Zugehörigkeit zu einer Gruppe von Göttern, sondern ist ein striktes Äquivalent des vedischen yajatá.
Yazata bezieht sich auf göttliche Wesen aus der indoiranischen Tradition, die im jüngeren Avesta wieder Einzug in die Religion Zarathustras erhalten haben. Die unter der Bezeichnung Yazata in Erscheinung tretenden Gottheiten repräsentieren deshalb zu einem beträchtlichen Teil erheblich ältere, indoiranische Gottheiten, welche später einer zoroastrischen Konzeptualisierung unterzogen wurden. Die Yascht sind in dieser Hinsicht aufschlussreich und vermitteln eine genaue Handhabung des Begriffs. Es sind die göttlichen Wesen, die das Gefolge von Mithra bilden und deren Kern aus den Göttern besteht, die der Reihe der indischen Adityas entsprechen. Es handelt sich um die Gottheiten Mithra, Sraoscha, Arschtat, Nariosang, Verethragna, Atar, Apam Napat, Zam, Gairi Uschidarena und Vayu, wobei die Zuordnung von Vayu als nicht original eingestuft wird. Raschnu wird über eine Textstelle im Yasna ebenfalls zu den Yazata gezählt.
Die spätere Bedeutung von yazdān in den Pahlavi-Texten ist von der allgemeinen Bedeutung von yazata abgeleitet. Es wird für verschiedene Kategorien göttlicher Wesen verwendet: für die Götter im Allgemeinen, für die alten Yazata im Besonderen und für die Amescha Spenta. Die Yazdans herrschen über die Monate, die Tage und die fünf liturgischen Perioden des Tages.